# Yúliya Timoshínina
Yúliya Vladímirovna Timoshínina –en ruso, Юлия Владимировна Тимошинина– (Moscú, 23 de enero de 1998) es una deportista rusa que compite en saltos de plataforma.
Ganó una medalla de plata en el Campeonato Mundial de Natación de 2019 y trece medallas en el Campeonato Europeo de Natación entre los años 2014 y 2021.

## Palmarés internacional
| Campeonato Mundial | Campeonato Mundial      | Campeonato Mundial | Campeonato Mundial           |
| Año                | Lugar                   | Medalla            | Prueba                       |
| ------------------ | ----------------------- | ------------------ | ---------------------------- |
| 2019               | Gwangju (Corea del Sur) | Medalla de plata   | Equipo mixto                 |
| Campeonato Europeo |                         |                    |                              |
| Año                | Lugar                   | Medalla            | Prueba                       |
| 2014               | Berlín (Alemania)       | Medalla de oro     | Plataforma 10 m sincro       |
| 2015               | Rostock (Alemania)      | Medalla de oro     | Plataforma 10 m sincro       |
| 2016               | Londres (Reino Unido)   | Medalla de bronce  | Plataforma 10 m sincro mixto |
| 2017               | Kiev (Ucrania)          | Medalla de plata   | Plataforma 10 m sincro       |
| 2017               | Kiev (Ucrania)          | Medalla de plata   | Plataforma 10 m sincro mixto |
| 2017               | Kiev (Ucrania)          | Medalla de bronce  | Plataforma 10 m              |
| 2018               | Glasgow (Reino Unido)   | Medalla de oro     | Plataforma 10 m sincro mixto |
| 2018               | Glasgow (Reino Unido)   | Medalla de plata   | Plataforma 10 m sincro       |
| 2018               | Glasgow (Reino Unido)   | Medalla de bronce  | Equipo mixto                 |
| 2019               | Kiev (Ucrania)          | Medalla de bronce  | Plataforma 10 m              |
| 2019               | Kiev (Ucrania)          | Medalla de bronce  | Plataforma 10 m sincro       |
| 2021               | Budapest (Hungría)      | Medalla de oro     | Plataforma 10 m sincro       |
| 2021               | Budapest (Hungría)      | Medalla de plata   | Plataforma 10 m              |